# 橋本バイパス (国道401号)
橋本バイパス（はしもとバイパス）は、福島県大沼郡会津美里町にある国道401号のバイパス道路である。

## 概要
- 起点 - 大沼郡会津美里町宮川
- 終点 - 大沼郡会津美里町松坂
- 全長 - 4,260 m

新宮川ダム建設の工事用道路確保のための道路改良と水没区間にあたる博士街道の付替のために、当時の県道会津若松南郷線の整備事業としてとして1978年（昭和53年）度より事業化され、1993年（平成5年）4月28日にトンネル部をはじめとした2,940mが開通し、1994年12月27日に胡桃橋を含む1,320mが開通し全線の供用が開始された。起点から1工区 (310 m)、2工区 (1,222 m)、3工区 (863 m)、4工区 (545 m) に分けられ、2工区が福島県の事業として、その他の区間が新宮川ダムの建設主体である農林水産省東北農政局の事業として施行された。

## 道路施設

### 橋梁
胡桃橋
- 全長：132.1m
  - 主径間：61.2m
- 幅員：6.0（8.0）m
- 形式：3径間鋼連続鈑桁橋
- 竣工：1994年度

会津美里町宮川字胡桃丙から字牧場丙に至り、一級水系阿賀野川水系宮川と、U時にカーブを描き南側で宮川を渡る旧道を渡る。1992年に当バイパス建設に伴い建設された。総工費は5億900万円。
松坂橋
- 全長：78.0m
  - 主径間：38.6m
- 幅員：8.0m
- 形式：2径間連続非合成鋼鈑桁橋
- 竣工：1986年度

福島県施工区間である第1工区で最初に行われた構造物である。隣接して松坂1号トンネルが位置する。計画時の名称は谷ヶ地1号橋。総事業費は3億2800万円。
落合橋
- 全長：45.3 m
- 幅員：8.0 m
- 形式：単径間単純PCポステン箱桁橋
- 竣工：1984年

一級水系阿賀川水系宮川を渡る。1985年度より当路線をダム工事用道路として利用するために、1984年度に当橋梁の架替えと前後の取付区間が国土総合開発事業調整費により施工された。総事業費は9450万円。

### トンネル
松坂1号トンネル
- 全長：1053.3 m
- 幅員：6.0 m (8.5 m)
- 工法：NATM工法
- 竣工：1992年3月
- 施工：会津土建・朝日・秋山建設共同企業体

当バイパスのトンネル中最長のトンネルであり、福島県による整備区間である第2工区に位置する。1986年度より地方道改良事業として着手され、1987年2月4日に起工式が行われ1989年9月29日に貫通した。総工費は19億4000万円。
松坂2号トンネル
- 全長：336.0 m
- 幅員：6.0 m (8.5 m)
- 工法：NATM工法
- 竣工：1988年8月[7]
- 施工：フジタ・住友・会津土建共同企業体

第3工区として東北農政局により事業化された。総工費は8億3000万円。
松坂3号トンネル
- 全長：457.6 m
- 幅員：6.0 m (8.5 m)
- 工法：NATM工法
- 竣工：1987年3月[7]
- 施工：フジタ・住友・会津土建共同企業体

第3工区として東北農政局により事業化された。総工費は11億3100万円。
松坂4号トンネル
- 全長：307.2 m
- 幅員：6.0 m (8.5 m)
- 工法：NATM工法
- 竣工：1992年3月[7]
- 施工：大成建設・会津土建共同企業体[8]

第4工区として東北農政局により事業化され、1990年度より地方道改良事業として着手された。総工費は10億6600万円。